# Jan Kuczborski
Jan Kuczborski herbu Ogończyk (ur. ok. 1572, zm. 31 marca 1624 w Lubawie) – biskup chełmiński, archidiakon warszawski w latach 1606–1614, scholastyk gnieźnieński, proboszcz krakowski, kanonik płocki i krakowski, sekretarz Zygmunta III Wazy, doktor teologii, rejent kancelarii koronnej, prezydent Trybunału Głównego Koronnego w 1601 roku.

## Życiorys
Był najstarszym synem Jana i Doroty Ciołkówny z rodu wywodzącego się z Kuczborka k. Mławy. Kształcił się w Kolegium Jezuitów w Braniewie oraz na Akademii Wileńskiej, gdzie zdobył doktorat z filozofii, a następnie w Padwie i w Rzymie, gdzie uzyskał doktorat z teologii oraz prawdopodobnie również doktorat z obojga praw. Po powrocie do kraju przebywał na dworze biskupa płockiego Wojciecha Baranowskiego po czym pełnił funkcję sekretarza i regensa w kancelarii koronnej.
Był kanonikiem płockim, scholastykiem gnieźnieńskim, archidiakonem warszawskim a od 1610 prepozytem krakowskim. Dwukrotnie towarzyszył królowi w wyprawach moskiewskich. W lutym 1614 otrzymał nominację królewską na biskupstwo chełmińskie a prekonozację papieską 28 kwietnia 1614. Diecezję objął przez pełnomocnika, Walentego Szczawińskiego 24 czerwca 1614. Sakrę przyjął z rąk prymasa Wojciecha Baranowskiego w Łowiczu, 30 listopada 1614 r. W Lubawie był już w listopadzie 1614 r., a uroczysty ingres do katedry w Chełmży odbył 5 stycznia 1615. Już 15 stycznia 1615 przewodniczył w zastępstwie biskupa warmińskiego sejmikowi generalnemu Prus Królewskich w Grudziądzu.
Jako biskup gorliwie wcielał w życie reformistyczne postanowienia soboru trydenckiego. Proboszczom przypominał o obowiązku rezydencji, odzyskał z rąk ewangelików szereg kościołów, popierał rozwój bractw religijnych. W 1616 roku wyznaczony został senatorem rezydentem. W 1621 był obecny na synodzie prowincjalnym piotrkowskim. W 1616 pomógł osiedlić się Jezuitom w Bydgoszczy, 18 sierpnia 1618 ufundował im rezydencję w Malborku, 12 listopada 1618 oddał im na własność bursy dla ubogich studentów oraz Toruniu, a 12 listopada osiedlił ich przy kościele farnym w Grudziądzu. Stanowczo sprzeciwiał się także żądaniom Rady Torunia, aby przenieść toruńskie kolegium jezuickie do Chełmna. Wraz z wojewodą Pawłem Działyńskim ufundował w 1623 klasztor reformatów w Nowym Mieście, wspierał bernardynów w Lubawie i franciszkanów w Chełmnie. Wspierał reformę chełmińską benedyktynek rozwijaną przez Magdalenę Mortęską i przyczynił się do ufundowania ich klasztoru w Grudziądzu. Zapobiegliwie administrował dobrami biskupstwa.
Cały czas angażował się w sprawy polityczne, przewodniczył pruskim sejmikom generalnym, zabierając głos w sprawach ogólnopaństwowych. Popierał wojnę moskiewską, domagał się reformy sposobu sejmowania oraz sądownictwa, domagał się regularnego opłacania wojska, by uniknąć niszczących konfederacji wojskowych, zobowiązał proboszczów do opłat na wojnę turecką, stał na czele komisji królewskiej mającej zbadać przyczyny niepokojów w Inflantach.
W 1624 nominowany został na biskupa płockiego, jednak zmarł przed ingresem na zamku w Lubawie. Pochowany został zgodnie ze swoim życzeniem w kościele świętojańskim w Toruniu.